# Saint-Macaire-du-Bois
 Saint-Macaire-du-Bois  es una población y comuna francesa, en la región de Países del Loira, departamento de Maine y Loira, en el distrito de Saumur y cantón de Montreuil-Bellay.

## Demografía
| 485 | 471 | 403 | 367 | 360 | 388 |
| Para los censos de 1962 a 1999 la población legal corresponde a la población sin duplicidades (Fuente: INSEE [Consultar]) |     |     |     |     |     |